# Свірж (Львівський район)
Свірж — село у Львівському районі Львівської області на річці Свірж.

## Історія
Вперше Свірж згадується у розмежуванні, проведеному 24 квітня 1422 року між королівськими (Стоки та Любешка) та дідичними селами (Стрілки, Свірж, Глібовичі і Тучне). Наступна згадка про Свірж датується 1427 р., коли його відвідав польський король Володислав II Ягайло. На ті часи Свірж мав статус міста. 22 вересня 1449 р. було проведено розмежування між містом і селом Свірж. До 1772 року Свірж належав Польщі, після Першого поділу Польщі-Австрійській імперії та Австрійському поділу, а потім-Австро-Угорщині.
У ХІХ столітті Свірж мав статус позаштатного містечка Перемишлянського повіту Королівства Галичини. Станом на 1880 р. населення містечка складали 1038 русинів (українців), 784 поляки, 381 єврей, 159 німців. 
У 1918-1939 роках Свірж знову належав Польщі. У міжвоєнний період місто розвивалося і приїжджали переважно поляки. 
У 1939 році в містечку проживало 3021 осіб, 1850 поляків (61%), 817 українців (27%), 302 євреїв (10%), 52 решта, переважно німці (2%).  
У 1939-1941 роках вона перебувала в Польщі, окупованій СРСР, потім у 1941-1944 роках була окупована німцями, у 1944-1945 роках знову СРСР. Після підписання угоди про зміну кордону вона належала СРСР (УРСР) у 1945-1991 роках. Польське населення було переміщене після 1945 року. 
Містечко мало власну символіку —  печатку з гербом власників поселення графів Цетнерів: у щиті —  одноголовий орел, що підтримує щиток із зображенням бойової корогви на переламаному древку (герб "Пшерова"), увінчаний шляхетською короною з трьома страусовими пір'їнами.
З 1991 року він належить незалежній Україні.

## Туристична привабливість
Відвідавши Свірж, ви зможете побачити, по-перше, мальовниче невеличке українське село поблизу Львова, по-друге, неймовірно красиві розливи однойменної річки і, по-третє, старовинний замок Свірж.

## Пам'ятки

### Свірзький замок

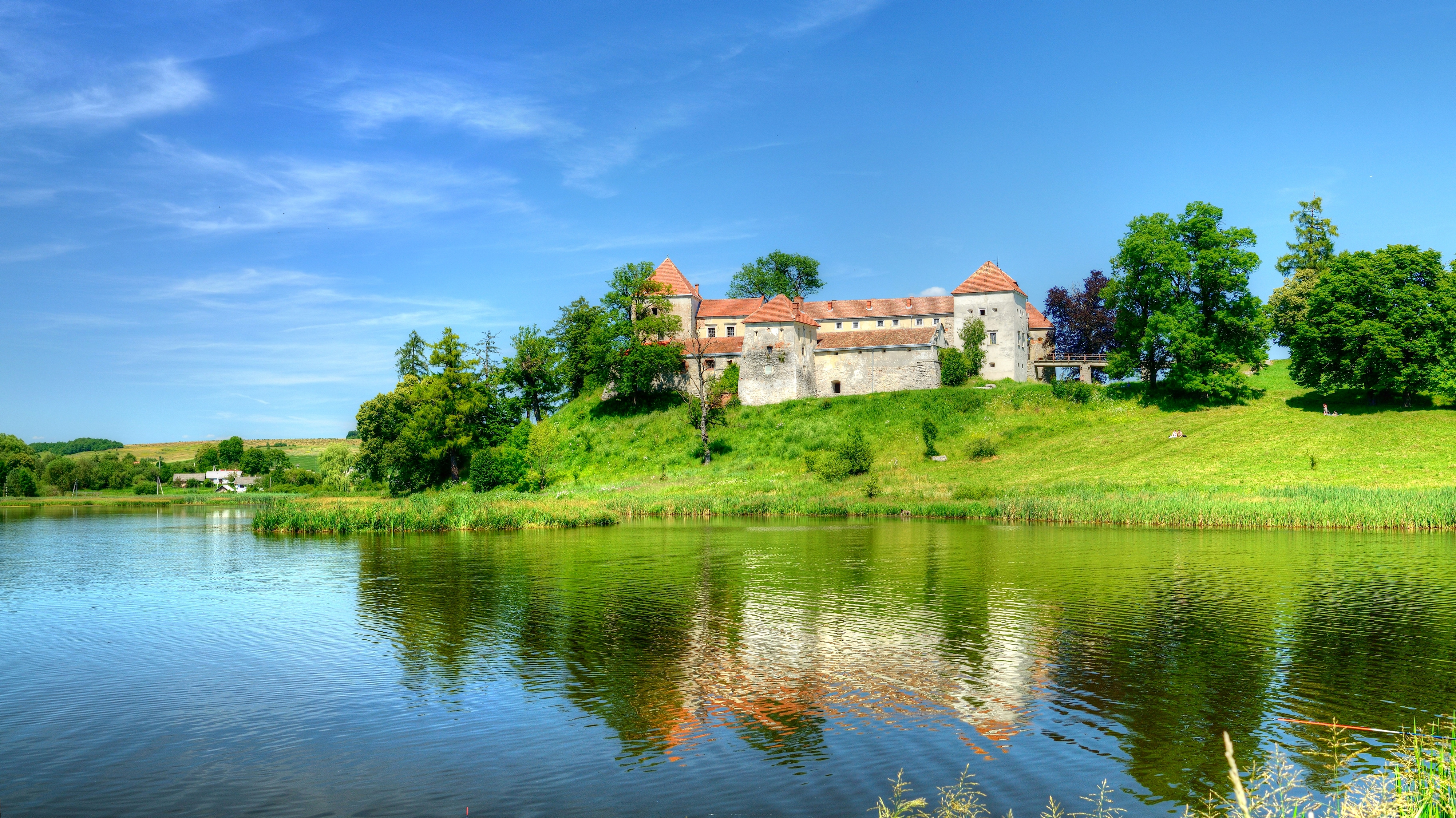
Свірзький замок.

Перша згадка про замок датується 1484 роком — цей рік вказано і в державному реєстрі національного культурного надбання, і на охоронній табличці замку. 1530 рік, яким іноді датують споруду, зафіксовано над воротами з внутрішньої сторони; цього року відбулася одна з пізніших суттєвих перебудов. Тоді твердиня належала роду Свірзьких. Що відомо достеменно — свого теперішнього вигляду замок набув після того, як у 1641 році перейшов у власність Александра Цетнера, родина якого володіла замком до кінця XIX ст. Під час українсько-польської війни 1648–1654 рр. замок декілька разів здобували українські козацькі загони. В 1648 — спалили татари. У 1672 і 1675 р. під час походу турків на Львів замок двічі витримав турецьку облогу. Під час другого походу в замку навіть переховувалася залога сусіднього Поморянського замку.

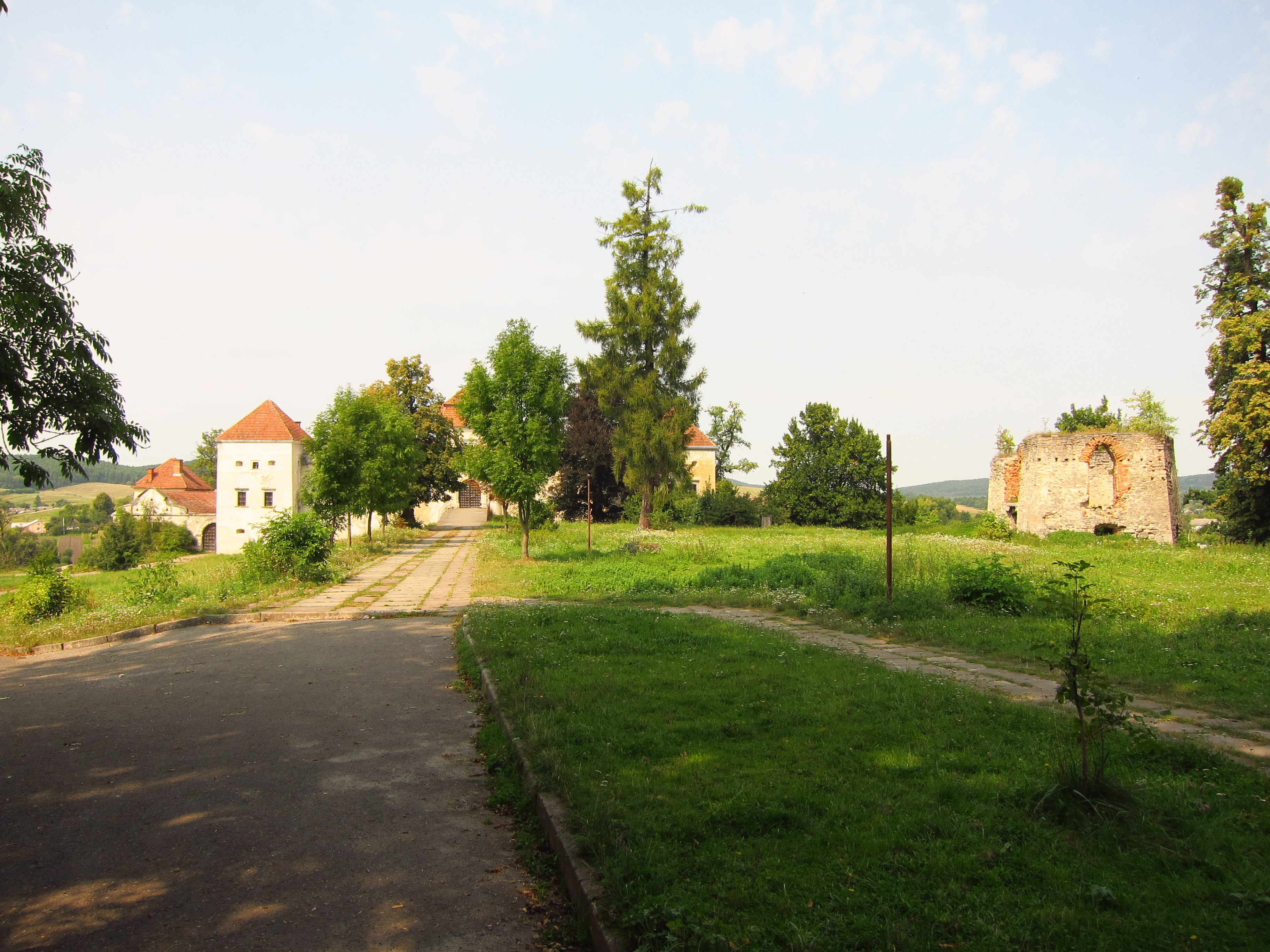
Свірзький замок.

У XIX столітті замок міняв власників, зазнавав втрат під час Першої та Другої світових воєн, його палили та відновлювали, руйнували, і знову відновлювали його дбайливі власники. Найбільшої руйнації замок зазнав під час Першої світової війни — його цілковито спалили російські війська у 1914 році. Та вже до 1926 року тодішній власник граф Роберт відновлює замок. В 1939 році, з приходом «совітів», замок стає народним і потроху занепадає. До 1975 року замок стоїть у руїнах.

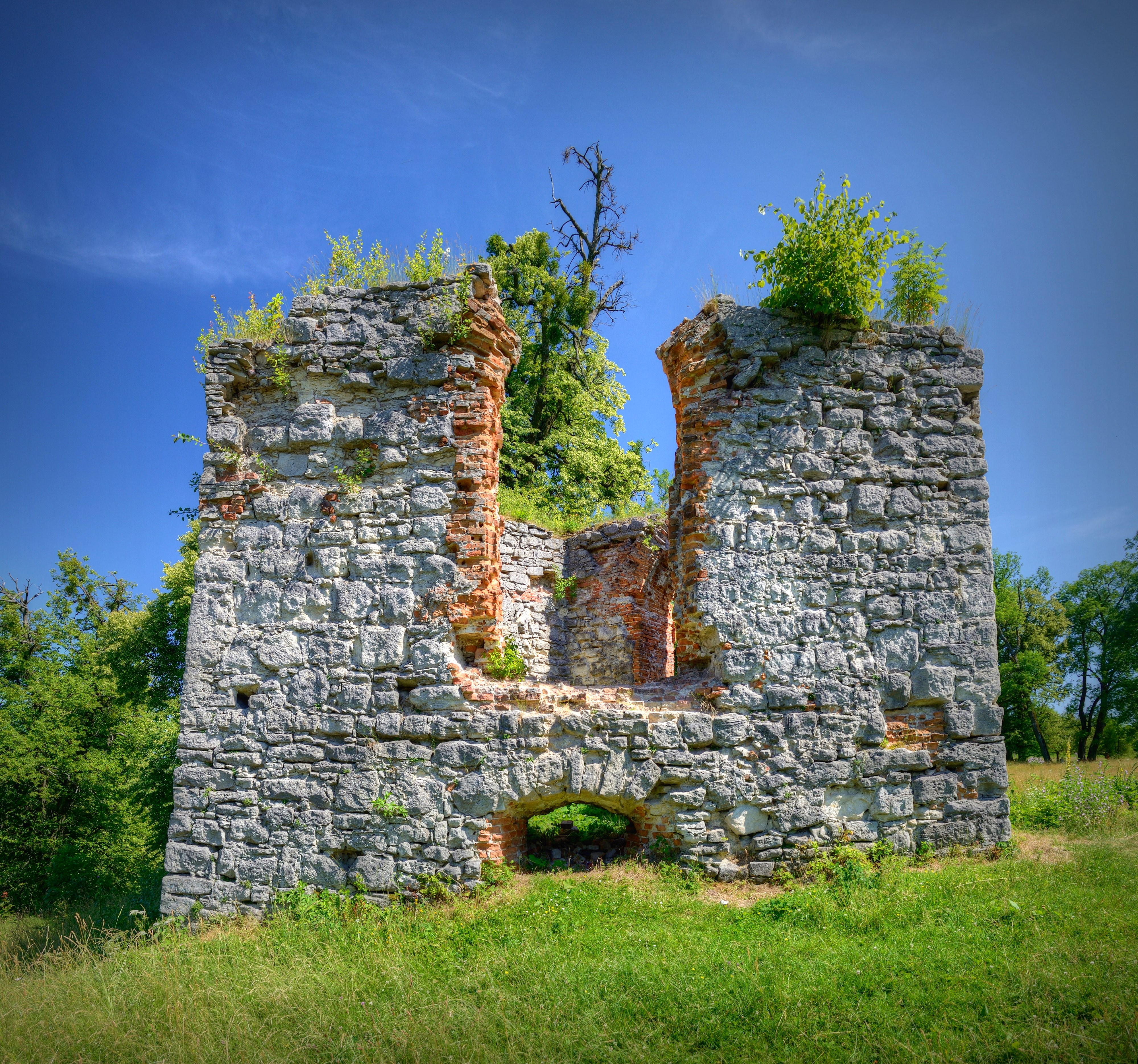
Руїни вежі

Своєму відновленню Свірзький замок завдячує заслуженому архітектору України Андрію Шуляру, котрий добився реставрації замку. Роботи проводилися в 1975–1983 рр. Саме тут знімали культових радянських «Трьох мушкетерів», саме ці кам'яні споруди створили неповторну романтику давно забутого минулого. Завітавши до замку, ви побачите грифона на вході, що є частиною зруйнованого гербу свірзьких володарів, численні будівлі, два подвір'я — житлове і господарське, глибоку криницю в центрі, триярусні вежі, дерев'яні мости та підземелля, каміни та бійниці, а ще почуєте стару легенду про дівчину, яку за зраду втопили в уже згаданій криниці і чий привид досі живе в замку.

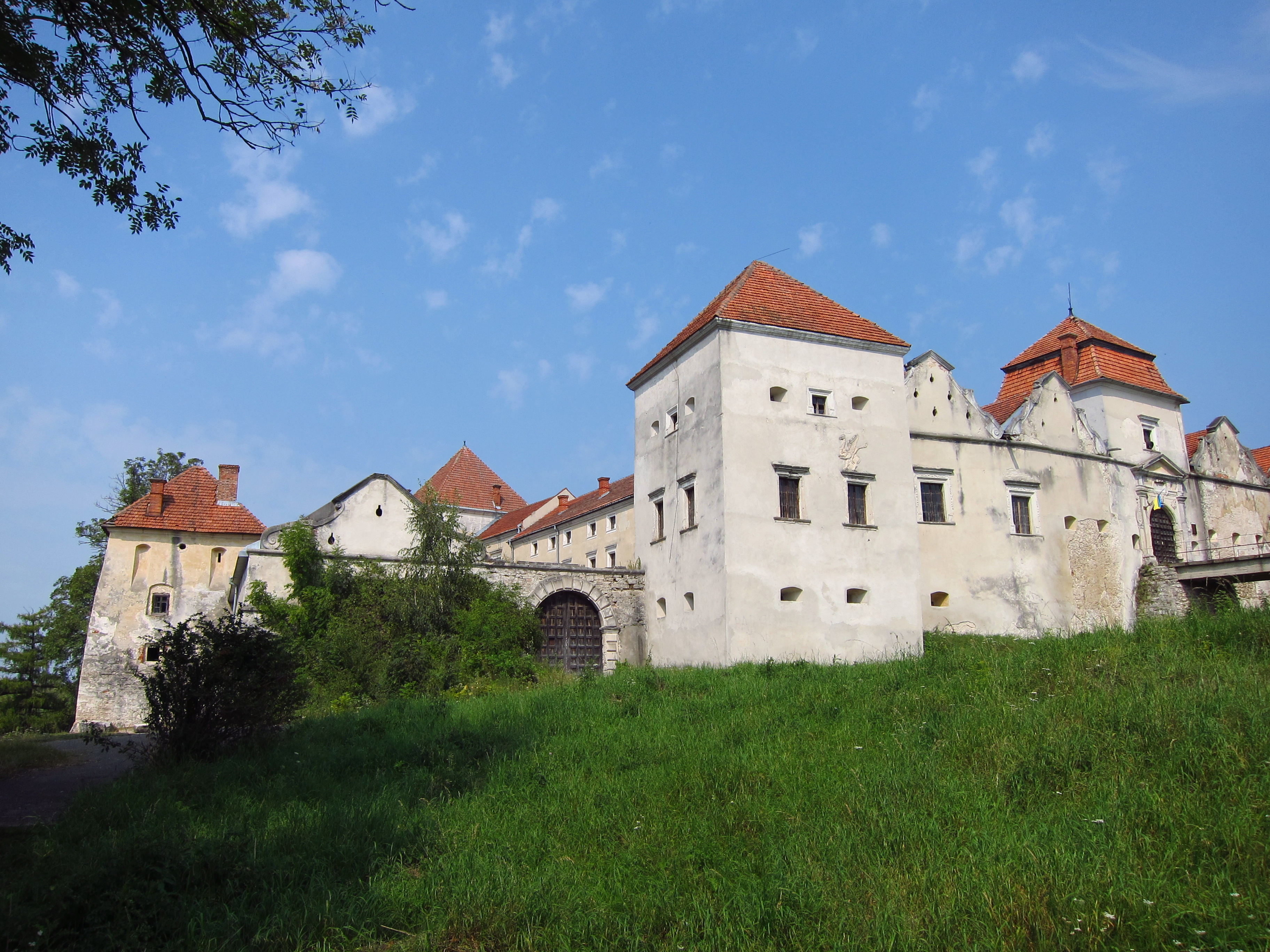
Свірзький замок.

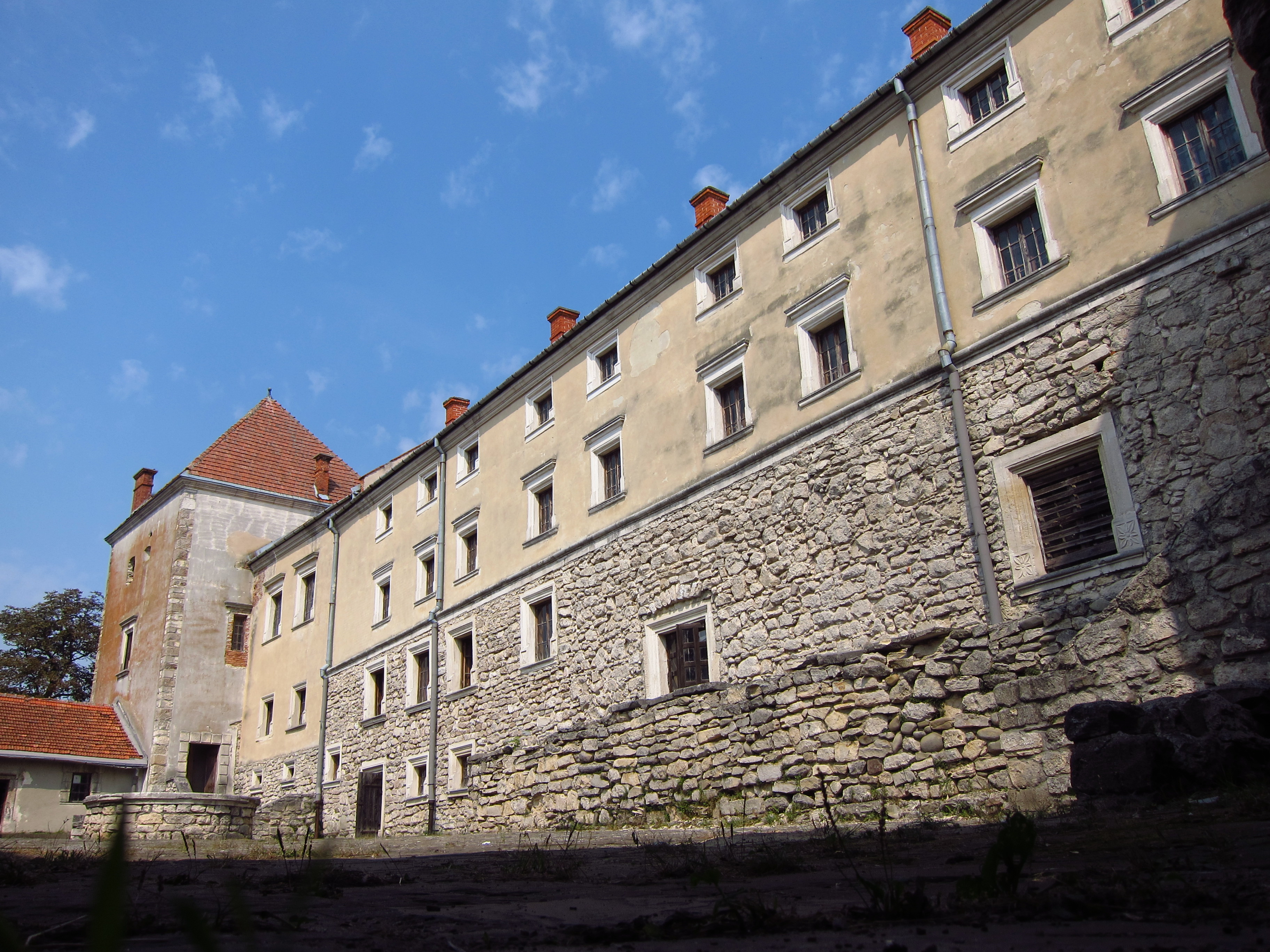
Свірзький замок. Нижній двір.

Наразі замок знову повільно реставрують, процес довгий та неперервний, що вимагає багато зусиль, часу та коштів. З 2014 року в замку організовують фестиваль «Woodstock Україна».

### Костел
Біля замку зберігся костел, збудований у 1546 році на місці старого дерев'яного. До костелу від замку, з-під мосту, вів підземний хід.

### Церква

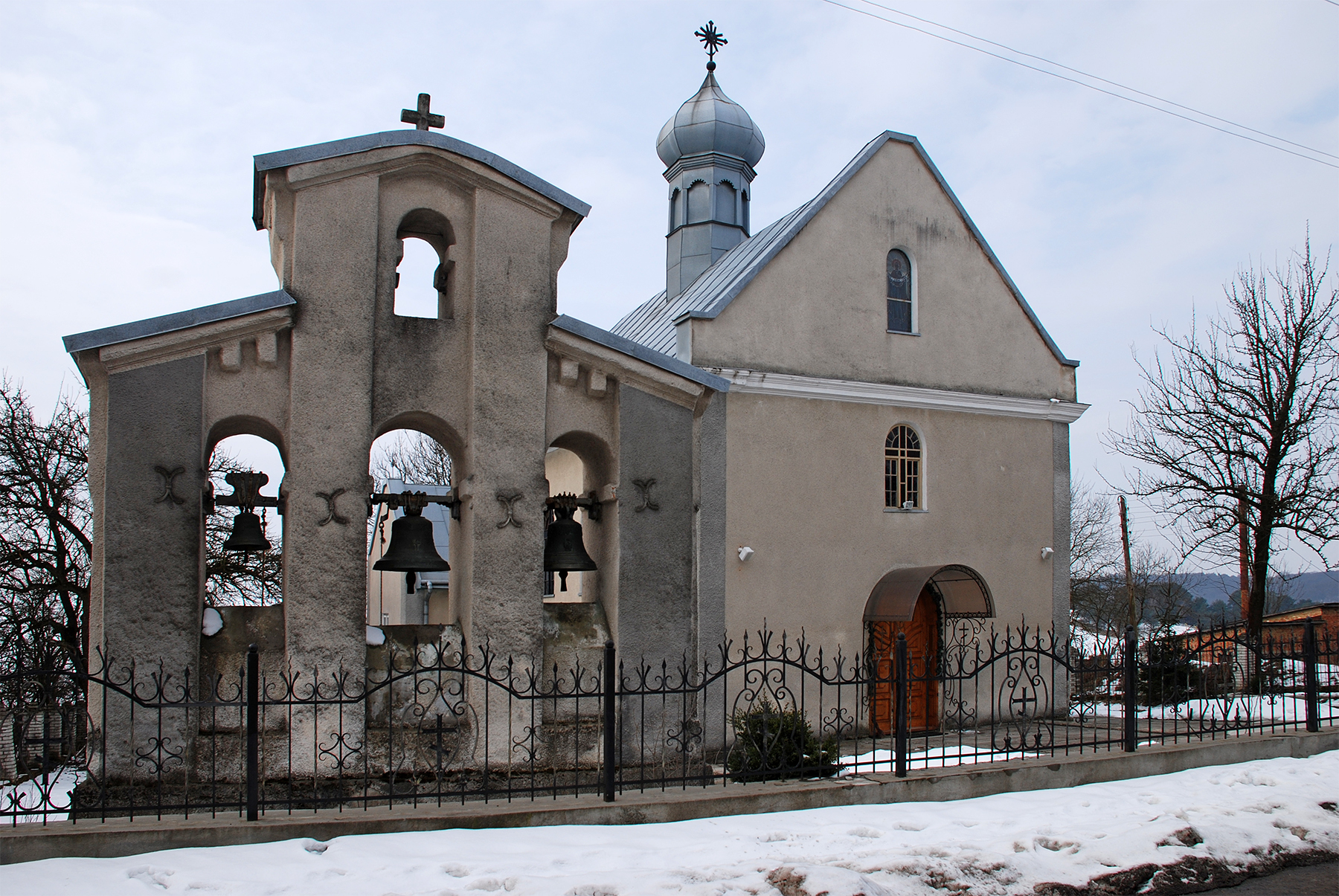
Церква Покрови Пресвятої Богородиці

Мурована церква Покрови Пресвятої Богородиці, збудована у 1901 р. (УПЦ КП). Внесена до реєстру пам'яток місцевого значення за охоронним номером 2902-М.

## Відомі люди
- Аничка (справжнє ім'я: Анна Чеберенчик) — українська лемківська естрадна співачка.
- Василь Береза (1754, Свірж — 1827[2][3] або 1835, там само) — український художник.
- Бучацький Мирон Володимирович — український лікар, громадський діяч та винахідник.